# Horrorscope (Overkill)
Horrorscope è un album della band thrash metal band Overkill pubblicato nel 1991 dalla Atlantic Records.
È da molti fan considerato l'album della massima maturazione e il migliore della band.

## Tracce
1. Coma – 5:23
2. Infectious – 4:04
3. Blood Money – 4:08
4. Thanx For Nothin' – 4:07
5. Bare Bones – 4:53
6. Horrorscope –5:49
7. New Machine – 5:18
8. Frankenstein (Edgar Winter) – 3:29
9. Live Young, Die Free – 4:12
10. Nice Day...For A Funeral – 6:17
11. Soulitude – 5:26

## Formazione
- Bobby Ellsworth – voce
- D.D. Verni – bassista
- Merritt Gant – chitarra
- Rob Cannavino – chitarra
- Sid Falck – batteria